# Redwater (Texas)
Redwater è un centro abitato degli Stati Uniti d'America, situato nella contea di Bowie dello Stato del Texas.

## Società

### Evoluzione demografica
Secondo il censimento del 2010, c'erano 1.057 persone nella città. La densità di popolazione era di 446,7 persone per miglio quadrato (172,7/km²). C'erano 357 unità abitative a una densità media di 182,9 per miglio quadrato (70,7/km²). La composizione etnica della città era formata dall'87,27% di bianchi, il 9,98% di afroamericani, lo 0,80% di nativi americani, e l'1.95% di due o più etnie. Gli ispanici o latinos di qualunque razza erano l'1.26% della popolazione.
C'erano 330 nuclei familiari di cui il 40,6% avevano figli di età inferiore ai 18 anni, il 56,1% erano coppie sposate conviventi, il 13,3% aveva un capofamiglia femmina senza marito, e il 25,5% erano non-famiglie. Il 23,0% di tutti i nuclei familiari erano individuali e l'8.5% aveva componenti con un'età di 65 anni o più che vivevano da soli. Il numero di componenti medio di un nucleo familiare era di 2,64 e quello di una famiglia era di 3,10.
La popolazione era composta dal 29,2% di persone sotto i 18 anni, il 10,6% di persone dai 18 ai 24 anni, il 28,2% di persone dai 25 ai 44 anni, il 19,8% di persone dai 45 ai 64 anni, e il 12,2% di persone di 65 anni o più. L'età media era di 33 anni. Per ogni 100 femmine c'erano 96,8 maschi. Per ogni 100 femmine dai 18 anni in giù, c'erano 89,8 maschi.
Il reddito medio di un nucleo familiare era di 31.111 dollari, e quello di una famiglia era di 38.000 dollari. I maschi avevano un reddito medio pro capite di 30.600 dollari contro i 19.667 dollari delle femmine. Il reddito medio pro capite totale era di 13.843 dollari. Circa il 10,9% delle famiglie e il 16,6% della popolazione erano sotto la soglia di povertà, incluso il 22,2% di persone sotto i 18 anni e il 17,1% di persone di 65 anni o più.

## Istruzione
La città di Redwater è servita dal distretto scolastico indipendente di Redwater .